# Boccette
Il gioco delle Boccette è una specialità di biliardo all'italiana.

## Il gioco
Si tratta del più classico dei giochi che si effettuano su un biliardo senza l'ausilio delle stecche. Per giocare si usano solo nove biglie, dette anche boccette appunto: quattro sono rosse, quattro bianche e una blu, più piccola delle altre con la funzione di pallino. Può essere giocato sia sul tavolo da biliardo di tipo Internazionale o francese da 9 piedi o 270 cm (284 × 142 senza buche) usato in origine soltanto per giocare alle specialità della carambola mediante la stecca (ma attualmente in uso anche per il gioco dei 5 birilli e goriziana a stecca), o su tavoli da 8,5 piedi o 260 cm con sponde tamburate e con sei buche strette, tipicamente italiano, riduzione del classico biliardo italiano, della lunghezza di 9 piedi o 270 cm e con le stesse caratteristiche.

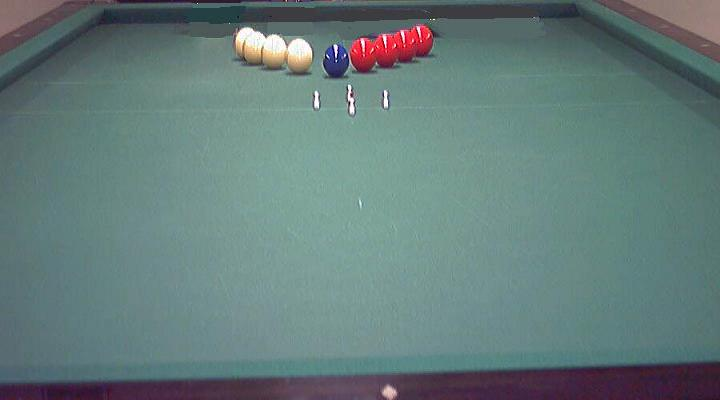
Biliardo e boccette

Il numero dei giocatori è classicamente di due, ma spesso si assiste anche a partite con quattro giocatori a coppie di due, ogni due giocatori si dividono equamente le biglie, solitamente due biglie a testa.
Le regole del gioco sono in parte mutuate da quello delle bocce, infatti lo scopo principale è quello di posizionare la propria biglia più vicina al pallino rispetto a quella dell'avversario. Anche l'alternanza dei tiri tra i giocatori è regolamentata in maniera similare: ogni turno di gioco dura sino a quando il giocatore non è riuscito ad avvicinarsi al pallino maggiormente dell'avversario o non ha, in questo tentativo, esaurito le sue 4 biglie a disposizione. All'esaurimento delle biglie da parte di entrambi i giocatori la manche è conclusa e vengono assegnati i punti a chi ha posizionato le sue biglie più vicino al pallino, contando anche quante biglie sono più vicine al pallino rispetto alla prima biglia utile dell'avversario.

## Punteggio
|                 | Biliardo senza buche | Biliardo con buche |
| --------------- | -------------------- | ------------------ |
| 1 biglia vicina | 1 punto              | 2 punti            |
| 2 biglie vicine | 3 punti              | 4 punti            |
| 3 biglie vicine | 5 punti              | 6 punti            |
| 4 biglie vicine | 8 punti              | 10 punti           |

Con i giochi di biliardo a stecca c'è in comune la presenza al centro del tavolo di 5 birilli (4 bianchi ed uno centrale rosso) che il giocatore deve cercare di abbattere con una biglia dell'avversario o con il pallino, ottenendone dei punti aggiuntivi per la sua partita. Tale punteggio viene però attribuito all'avversario nel malaugurato caso in cui i birilli (o anche uno solo di essi) cadano ad opera della propria biglia.
I punti che si ottengono con la caduta dei birilli è di 2 per ogni birillo bianco e di 4 per il birillo rosso (5 se il birillo rosso è l'unico abbattuto). Un punto in più, se di calcio.
Una differenza sostanziale rispetto agli altri giochi di biliardo è che la posizione di tiro è fissa: infatti, ogni giocatore, di entrambe le squadre, nell'effettuare il tiro deve essere sempre disposto lungo lo stesso lato corto del tavolo, scelto all'inizio della partita. Il giocatore può sporgersi sul biliardo e può estendere lateralmente il braccio mentre effettua il tiro ma deve mantenere sempre almeno un piede a terra e all'interno della posizione fissata. Questa particolarità consente di poter posizionare il biliardo anche in spazi più ristretti rispetto agli altri giochi, non essendoci la necessità di avere il medesimo spazio disponibile lungo tutti i lati del rettangolo di gioco.
La giocata è ritenuta valida solamente se la biglia lanciata supera la linea mediana del campo e a condizione che non tocchi alcuna sponda, né altre biglie, prima di farlo. Nel caso pertanto in cui il pallino si trovi nella metà campo più vicino al giocatore, egli dovrà lanciare la biglia verso la sponda più lontana per farla quindi ritornare verso di sé. Se la biglia verrà inserita in buca si otterranno 2 punti, ciò non vale per le biglie giocate dai giocatori ciò infatti darà 1 solo punto se imbucata, quando viene imbucata una di queste si dice che è bruciata.
In questo gioco è di fondamentale importanza il tiro iniziale in ogni singolo turno di gioco poiché il giocatore può posizionare liberamente il pallino nella metà biliardo opposta e colpendolo con opportuna perizia (effettuando cioè la cosiddetta bocciata) può ottenere numerosi punti con la caduta dei birilli. Il diritto a questo tiro di solito si conquista, al primo turno, con il metodo definito all'acchito, cioè ne ha diritto il giocatore che in un tiro (effettuato congiuntamente all'avversario) riesce ad avvicinare maggiormente la sua biglia alla sponda inferiore dopo che la stessa ha prima toccato quella opposta. Nei turni successivi il diritto di iniziare va al giocatore che ha vinto la manche precedente.
Le partite si svolgono fino al raggiungimento di un certo numero di punti, solitamente 100 in una partita a singolo (uno contro uno) e 80 in una partita a coppie (due contro due), fissato comunque in partenza.

## Diffusione in Italia
Il biliardo a boccette su biliardi internazionali conta numerosi praticanti in tutte le regioni, con una concentrazione particolare in Emilia-Romagna dove risiede il maggior numero di praticanti.
A livello agonistico sono presenti numerose competizioni riservate sia ai gruppi sportivi che ai singoli giocatori divisi per categoria, secondo le norme previste dalla Federazione Italiana Biliardo Sportivo.
Per le competizioni a squadre sono previsti campionati regionali divisi in varie categorie (A1-A2-B-C) che assegnano lo scudetto regionale. Tipicamente le squadre sono composte da 8 o 9 giocatori divisi in coppie e singoli.
Un'altra importante manifestazione è la Coppa Campioni a squadre che si tiene solitamente ogni anno a Pordenone e vede la partecipazione della squadre più forti provenienti da tutta Italia.
Per le competizioni individuali o a coppie i titoli italiani vengono assegnati per categoria (1ª categoria, 2ª categoria, 3ª categoria, Master, Femminile e le categorie di età Over 50, Under 18 e Under 23) ad eccezione del titolo di campione italiano biathlon, specialità che prevede partite alternate di boccette e goriziana.

## Boccette Goriziana
Praticamente è il gioco della goriziana giocato senza stecca, e con quattro bilie anziché tre. Due bilie (bianca e rossa) appartengono ognuna a ciascun giocatore (o a ciascuna squadra) e hanno funzione di "bilia bocciante", mentre la bilia gialla ha la funzione di "bilia bersaglio" tramite la bilia rossa o bianca, sul castello o sul pallino (bilia blu, più piccola). Il giocatore lancia la propria bilia e la recupera appena si ferma (in gioco ci possono essere solo tre bilie). Valgono le stesse regole di punteggio della goriziana tranne le penalità.